# JBJ
JBJ (kor. 제이비제이) – południowokoreańska grupa projektowa powstała w 2017 roku. Składa się z sześciu członków, którzy uczestniczyli w programie survivalowym Produce 101 Season 2 na stacji Mnet. Grupą zarządza Fave Entertainment, a CJ E&M nadzoruje produkcję wydawnictw grupy. Zespół oficjalnie zadebiutował 18 października 2017 roku z minialbumem  FANTASY.

## Historia

### Przed debiutem
Program Produce 101 Season 2 miał swoją premierę na kanale Mnet w kwietniu 2017 roku, w którym spośród 101 stażystów z różnych południowokoreańskich firm z branży rozrywkowej walczyło o członkostwo w jedenastoosobowej grupie męskiej, która przez określony czas miała promować pod YMC Entertainment. Program zakończył się 16 czerwca, tworząc grupę projektową Wanna One. Tego samego dnia fani programu wybrali kilku wyeliminowanych uczestników, Kentę Takada ze Star Road Entertainment, Jina Longguo z Choon Entertainment, Kim Sang-gyuna z Hunus Entertainment i Kim Tae-dona z The Vibe Label (później znanej jako Major Nine), którzy jak zadebiutować razem jako grupa projektowa będąca odpowiednikiem I.B.I z Produce 101. Fani wstępnie nazwali grupę „JBJ”, co jest skrótem od „Just Be Joyful”. Później, do składu grupy złożonej przez fanów zostali dodani Noh Tae-hyun z Adore and Able (później znanej jako Star Crew Entertainment), Kim Dong-han z OUI Entertainment i Kwon Hyun-bin z YGKPlus, po tym jak zdjęcie opublikowane przez Taehyuna na Instagramie spotkało się z pozytywnymi opiniami fanów. 
Dyskusje o oficjalnym utworzeniu i debiucie JBJ rozpoczęły się na początku lipca 2017 roku pomiędzy agencjami siedmiu typowanych przez fanów członków. CJ E&M i LOEN Entertainment uczestniczyły również w dyskusjach jako planowe spółki zarządzające wydawnictwami i działalnością zespołu. Fave Entertainment, wytwórnia wewnętrzna wytwórnia LOEN Entertainment, miała za zadanie być oficjalną agencją grupy. 25 lipca stażyści i firmy osiągnęły porozumienie. Poinformowano, że kontrakt grupy będzie trwać siedem miesięcy, ale LOEN Entertainment stwierdziło, że jest otwarte na wszelkie dyskusje w celu rozszerzenia umowy grupy. Debiut JBJ został wstępnie zaplanowany na 10 września ze wszystkimi siedmioma członkami, ale później data debiutu została potwierdzona na 18 października bez Kim Tae-donga.
Udział Kim Tae-donga w grupie nie został potwierdzony z powodu trwającego konfliktu między nim a jego agencją The Vibe Label. 27 lipca Taedong wysłał swoją agencji certification of contents (kor. 내용증명) i poprosił o rozwiązanie umowy. Od tego czasu zaangażowane strony, w tym CJ E&M i LOEN Entertainment, odbyły liczne spotkania w celu rozwiązania konfliktu, ale z dniem 7 września nie osiągnęły porozumienia. JBJ podpisali kontrakt na siedem miesięcy, do 30 kwietnia 2018 roku. 

### 2017–2018: debiut zFANTASY,True Colors
30 sierpnia 2017 roku przedstawiciele zespołu ogłosili, że JBJ zadebiutują 18 października 2017 roku. Członkowie poinformowali także o premierze własnego reality show Just Be Joyful we wrześniu na cyfrowym kanale M2. 30 września na oficjalnym koncie na Twitterze grupa poinformowała o swoich oficjalnych kolorach: „Pantone 2725 C” (#787FFF) i „Yellow 0131 C” (#FFF787), wyjaśniając, że ich numery systemie szesnastkowym (787) nawiązują do nazwy zespołu JBJ. Pierwszy minialbum, zatytułowany FANTASY, ukazał się 18 października 2017 roku. 7 grudnia JBJ ujawnili oficjalną nazwę fanklubu – Joyful – wybraną spośród 1400 propozycji fanów.
17 stycznia 2018 roku ukazał się drugi minialbum pt. True Colors. Po wydaniu minialbumu JBJ zorganizowali tego samego dnia showcase Joyful Colours w Yes24 Live Hall. W pierwszym tygodniu sprzedaży sprzedano 85 tys. egzemplarzy. 26 stycznia JBJ zdobyli pierwsze trofeum w programie muzycznym Music Bank z piosenką „My Flower”.
Planowo zespół miał zostać rozwiązany w kwietniu 2018 roku. Jednakże, ponieważ wszyscy członkowie wyrazili zainteresowanie przedłużeniem umów, doszło do dyskusji na temat ewentualnego przedłużenia kontraktu. 22 lutego ogłoszono, że FAVE Entertainmentn i oddzielne agencje każdego z członków, dyskutują o możliwości przedłużenia promocji grupy do grudnia 2018 roku, tej samej daty rozwiązania, co Wanna One. 14 marca ukazało się oficjalne oświadczenie, że umowa nie zostanie przedłużona i wygaśnie 30 kwietnia.
15 marca JBJ potwierdzili, że wydadzą swoje ostatnie wydawnictwo 17 kwietnia, a także zapowiedzieli krajowy koncert i spotkanie z fanami, przed rozwiązaniem grupy pod koniec kwietnia. Album New Moon ukazał się 17 kwietnia, wraz z głównym singlem „Call Your Name” (kor. 부를게).

## Członkowie
| Prawdziwe imię | Prawdziwe imię | Data urodzenia            | Uwagi                                       |
| Latynizacja    | Hangul         | Data urodzenia            | Uwagi                                       |
| -------------- | -------------- | ------------------------- | ------------------------------------------- |
| Noh Tae-hyun   | 노태현         | 15 października 1993(dts) | lider, członek HOTSHOT                      |
| Takada Kenta   | 타카다 켄타    | 10 stycznia 1995(dts)     | członek duetu JBJ95                         |
| Kim Sang-gyun  | 김상균         | 23 maja 1995(dts)         | były członek Topp Dogg, członek duetu JBJ95 |
| Jin Longguo    | 김용국         | 2 marca 1996(dts)         | członek duetu Longguo & Shihyun             |
| Kwon Hyun-bin  | 권현빈         | 4 marca 1997(dts)         |                                             |
| Kim Dong-han   | 김동한         | 3 lipca 1998(dts)         |                                             |

## Dyskografia
Albumy studyjne
| Rok  | Dane dot. albumu | Najwyższa pozycja | Najwyższa pozycja | Sprzedaż                    |
| Rok  | Dane dot. albumu | KOR (Gaon)        | JPN (Oricon)      | Sprzedaż                    |
| ---- | --- | ----------------- | ----------------- | --------------------------- |
| 2018 | New Moon - Wydany: 17 kwietnia 2018 - Wytwórnia: CJ E&M Music (Stone Music Entertainment), Fave Entertainment - Format: CD, digital download | 2                 | 19                | - KOR: 62 707+ - JPN: 6680+ |

Minialbumy
| Rok  | Dane dot. albumu | Najwyższa pozycja | Najwyższa pozycja | Sprzedaż                       |
| Rok  | Dane dot. albumu | KOR (Gaon)        | JPN (Oricon)      | Sprzedaż                       |
| ---- | --- | ----------------- | ----------------- | ------------------------------ |
| 2017 | Fantasy - Wydany: 18 października 18, 2017 - Wytwórnia: CJ E&M Music (Stone Music Entertainment), Fave Entertainment - Format: CD, digital download | 3                 | 15                | - KOR: 137 859+ - JPN: 8893+   |
| 2018 | True Colors - Wydany: 17 stycznia 2018 - Wytwórnia: CJ E&M Music (Stone Music Entertainment), Fave Entertainment - Format: CD, digital download     | 1                 | 5                 | - KOR: 123 034+ - JPN: 22 715+ |

Single
- „Fantasy” (2017)
- „My Flower” (kor. 꽃이야) (2018)
- „Call Your Name" (2018)

## Filmografia
- Produce 101 Season 2 (Mnet, 2017)
- Just Be Joyful (kor. 잘봐줘 JBJ) (Mnet, 2017)